# InuYasha
 Ovo je glavno značenje pojma InuYasha. Za istoimeni lik pogledajte InuYasha (lik).
InuYasha - japanski: 戦国御伽草子「犬夜叉」; inu (pas) + yasha (demon) - je fantastična manga i anime autorice Rumiko Takahashi (Urusei Yatsura, Maison Ikkoku, Ranma 1/2). 
Anime verzija je snimljena 2000. godine i ima trenutačno 167 epizoda.

## Radnja
U modernom Tokyu živi obična djevojka Kagome. S njom u kući žive i njen djed, mama i mlađi brat. Kao i svi tinejdžeri, i ona je živahna, sanjiva i ne brine o budućnosti, ali je marljiva učenica u školi. Jednog dana u bunaru u hramu slučajno upadne u vremenski portal i stigne u Japan u srednjem vijeku. Tamo sretne te se sprijatelji s poludemonom Inuyashom, koji izgledom liči na običnog mladića s dugom, sijedom kosom. On traži "dragulj četiri duše" kako bi postao punokrvni demon, u čemu mu Kagome odluči pomoći makar je otkrila da se može vratiti natrag kući kada god želi odlaskom u bunar. Pri njihovoj potrazi pridružit će im se Shippo, Sango i Miroku. No dragulj traži i zli Naraku.

## Likovi

### Glavni
- InuYasha
- Kagome Higurashi

Kagome je petnaestogodišnja djevojka, reinkarnacija Kikiyo, svećenice, Inuyashine prve ljubavi. Kagome nasljeđuje njene sposobnosti i izgled i to joj pomaže u borbi protiv demona. Ona nije svijesna toga sve dok je demon iz bunara iza njenog doma, koji je ujedno i sveti hram, ne povuče u njega i tako dođe u drugi svijet. Njena obitelj u modernom svijetu sastoji se od njene majke, djeda i brata (Sota). Otac joj je poginuo u automobilskoj nesreći. Za borbu protiv demona i zla kotisti luk i strijelu.
- Miroku
- Sango
- Shippo
- Kilala/Kirara

### Likovi iz Sengoku ere
- Kikyo
- Kaede
- Myoga
- Sesshomaru
- Jaken
- Midoriko
- Shinidamachu
- Hachi
- Naraku
- Kohaku
- Kagura
- Kanna
- Koga
- Ayame
- Rin
- Totosai
- Goshinki
- Juromaru
- Tsubaki
- Muso
- Shichinintai (Banda sedmorice)
- Akago
- Entei
- Hakudoshi
- Kocho i Asuka
- Goryomaru
- Moryomaru
- Koharu
- Mujina (samo u mangi)
- Toshu(samo u mangi)

### Likovi iz moderne ere
- Sota Higurashi
- Gospođa Higurashi
- Djed
- Buyo
- Yuka, Eri i Ayumi
- Hojo
- May u
- Tatarimokke
- Kuturugi

## Kritika
Inuyasha je jedan od slavnijih animea 21. stoljeća koji je doživio veliki uspjeh ne samo u Japanu, nego i u svijetu. Njena autorica je slavna Rumiko Takahashi, koja je poznata po tankoćutnom osjećaju za romantične priče. Romanse i emocija ima puno i u "Inuyashi", ali i humora ( glavni likovi, Kagome i Inuyasha, su zaljubljeni jedno u drugo, ali to ne žele priznati pa se stalno svađaju ) i elemnata strave i fantastike. 
Dok su jedni kritizirali seriju da je preduga i nategnuta, drugi su je hvalili i proglasili odličnim hibridom fantastike, drame i komedije koja najviše vrlina pokazuje u portretiranju neobičnih likova ( Miroku svaku zgodnu ženu na koju naiđe pita bi li htjela imati djecu s njim, Kagome se stalno bori da ima prolazne ocjene u školi i izmišlja isprike da je bolesna kako bi imala vremena otići u srednjovjekovni Japan pomoći Inuyashi boriti se protiv zlih demona, Inuyashi je stalno neugodno zbog čarolije koje djeluje tako što ga Kagome može riječima "Sjedni!" natjerati da sjedne ). Skladno time naracija priče se vrti oko nesuglasica srednjovjekovnog i modernog mentaliteta Japana. Kritičar na internetskim stranicama Theotaku.com u svojoj je recenziji napisao: "Svaki glavni protagonist ima razlog zašto se on ili ona ponaša tako kako se ponaša. Ali ova ljepota kod "Inuyashinih" likova nije samo ograničena na glavne protagoniste. Čak i sporedni likovi imaju svoje motivacije i mnogi su zanimljivi za promatranje. Ja sam čak imao empatije i s nekim od demona!"

## Vanjske poveznice
- InuYasha Online  Arhivirana inačica izvorne stranice od 16. srpnja 2006. (Wayback Machine)
- The otaku.com  Arhivirana inačica izvorne stranice od 7. lipnja 2006. (Wayback Machine)
- Feelin' Fluffy